# Barton-Reaktion
Die Barton-Reaktion zählt zu den Namensreaktionen in der organischen Chemie und ist nach dem britischen Chemiker Derek Harold Richard Barton (1918–1998) benannt, der sie 1960 erstmals publizierte. 

## Übersichtsreaktion
Bei der Barton-Reaktion wird ein Salpetrigsäureester photolytisch in ein δ-Hydroxy-substituiertes Oxim umgewandelt.

Photolyse eines Salpetrigsäureesters zu einem Oxim (rechts).

Da sich Oxime zu Carbonylverbindungen (R = H, Aldehyd bzw. R = Organylgruppe, Keton) hydrolysieren lassen, sind über diese Reaktionssequenz letztlich auch δ-Hydroxy-substituierte Aldehyde bzw. Ketone zugänglich.

## Reaktionsmechanismus
Durch die Einwirkung von ultraviolettem Licht zerfällt der Salpetrigsäureester und spaltet ein Stickstoffmonoxid-Radikal ab, zugleich entsteht ein Alkoxyradikal. Das Alkoxyradikal abstrahiert über einen sechsgliedrigen Übergangszustand ein δ-Wasserstoffatom, dadurch entsteht ein Kohlenstoffradikal. Dieses rekombiniert mit dem Stickstoffmonoxid-Radikal zum δ-Nitrosoalkohol aus dem sich durch eine 1,3-Protonenverschiebung ein δ-Hydroxy-substituiertes Oxim bildet:
Optionale Folgereaktion: Durch Hydrolyse des Oxims lässt sich die entsprechende Carbonylverbindung δ-Hydroxy-substituierter Aldehyd oder Keton. Auf diese Weise konnte Barton bei der Synthese von Aldosteron die Methylgruppe in der 18-Position des Corticosteronacetats in die benötigte Formylgruppe (Aldehyd) umwandeln.

## Anwendung (Auswahl)
Die bei der Barton-Reaktion gewonnenen δ-Nitrosoalkohole sind brauchbare Syntheseintermediate. In einer vielstufigen partiellen Naturstoffsynthese benutzten T. Konoike und seine Mitarbeiter in einem Schlüsselschritt die Barton-Reaktion zur gezielten Synthese eines Oxims:
Ebenso findet die Barton-Reaktion auch Anwendung in der Synthese von Antibiotika. Cephalosporine sind wichtige Antibiotika, jedoch haben eine Reihe von pathogenen Mikroorganismen mit β-Lactamaseaktivität eine Resistenz gegen diese Antibiotika entwickelt. I. Chao und seine Mitarbeiter versuchten daher ein neues Antibiotikum – basierend auf Cephalosporinen – herzustellen. Sie synthetisierten das β-Lactam 2, das gegen β-Lactamase resistent ist. Ein wichtiger Schritt in der Synthesesequenz war die Barton-Reaktion. So wurden die isomeren Oxime 1a und 1b generiert und in das β-Lactam 2 umgewandelt.